# Promé Divishon
Die Promé Divishon (auch: Liga MCB 1st Division; vormals: Curaçao League First Division und Sekshon Pagá) ist die höchste Spielklasse der Federashon Futbòl Kòrsou, dem nationalen Fußballverband von Curaçao. Amtierender Meister 2021 ist der CRKSV Jong Holland, Rekordsieger mit 18 Titeln der SV SUBT.

## Meistertitel
| Saison  | Meister                |
| ------- | ---------------------- |
| 1974/75 | CRKSV Jong Colombia    |
| 1976    | CRKSV Jong Colombia    |
| 1976/77 | SV SUBT                |
| 1978    | CRKSV Jong Holland     |
| 1979    | SV SUBT                |
| 1980    | SV SUBT                |
| 1981    | CRKSV Jong Holland     |
| 1982    | SV SUBT                |
| 1983    | SV SUBT                |
| 1984    | SV SUBT                |
| 1985    | SV SUBT                |
| 1986    | RKV FC Sithoc          |
| 1987    | RKSV Centro Dominguito |
| 1988    | CRKSV Jong Colombia    |
| 1989    | RKV FC Sithoc          |
| 1990/91 | RKV FC Sithoc          |
| 1991    | RKV FC Sithoc          |
| 1992    | RKV FC Sithoc          |
| 1993    | RKV FC Sithoc          |
| 1994    | CRKSV Jong Colombia    |
| 1995/96 | RKV FC Sithoc          |
| 1996    | SV UNDEBA              |
| 1997    | SV UNDEBA              |
| 1998/99 | CRKSV Jong Holland     |
| 2000    | CRKSV Jong Colombia    |
| 2001/02 | CSD Barber             |
| 2002/03 | CSD Barber             |
| 2003/04 | CSD Barber             |
| 2004/05 | CSD Barber             |
| 2005/06 | SV UNDEBA              |
| 2006/07 | CSD Barber             |
| 2007/08 | SV UNDEBA              |
| 2009    | SV Hubentud Fortuna    |
| 2009/10 | SV Hubentud Fortuna    |
| 2010/11 | SV Hubentud Fortuna    |
| 2012    | RKSV Centro Dominguito |
| 2013    | RKSV Centro Dominguito |
| 2014    | CSD Barber             |
| 2015    | RKSV Centro Dominguito |

| Saison  | Meister                |
| ------- | ---------------------- |
| 2016    | RKSV Centro Dominguito |
| 2017    | RKSV Centro Dominguito |
| 2017/18 | CRKSV Jong Holland     |
| 2018/19 | SV VESTA               |
| 2019/20 | RKSV Scherpenheuvel    |
| 2021    | CRKSV Jong Holland     |

## Saison 2019/20
In der Saison 2019/20 nahmen die folgenden 10 Mannschaften am Spielbetrieb teil:
- CRKSV Jong Holland
- Inter Willemstad
- CSD Barber
- RKSV Centro Dominguito
- RKSV Scherpenheuvel
- SV Hubentud Fortuna
- SV SUBT
- SV UNDEBA
- SV VESTA
- SV Victory Boys